# موسیقی آکوسماتیک
موسیقی آکوسماتیک (به انگلیسی: Acousmatic music)، گونه‌ای از موسیقی الکتروآکوستیک است که به‌طور خاص برای ارائه با استفاده از بلندگو، به جای اجرای زنده ساخته می‌شود. این موسیقی از یک سنت ترکیبی، که به زمان معرفی موسیقی کانکریت (گونه‌ای از موسیقی تجربی) در دههٔ ۱۹۴۰ بازمی‌گردد، ریشه گرفته‌است. برخلاف آثار موسیقایی که با استفاده از پارتیتور تحقق یافته‌اند، ساخته‌های موسیقایی که به‌طور خالص آکوسماتیک هستند، تنها در قالب فرمت اودیو و بر روی دیسک‌ها یا کاست‌ها موجود هستند.